# Parancyra bivulnerata
Parancyra bivulnerata är en insektsart som först beskrevs av Ronald Gordon Fennah 1964.  Parancyra bivulnerata ingår i släktet Parancyra och familjen Eurybrachidae. Inga underarter finns listade i Catalogue of Life.